# Гебешян, Хури
Хури Гебешян (родилась 27 июля 1989 года, Кембридж, штат Массачусетс) — армянская гимнастка, проживающая в США. Представляла Армению в 2011 году на чемпионате мира по спортивной гимнастике, а 2015 году — на чемпионате Европы по спортивной гимнастике, участница летних Олимпийских игр 2016 года в Рио-де-Жанейро.

## Биография
Армянские корни спортсменки восходят ко временам её бабушки и дедушки, которые жили в Армении во время геноцида армян 1915 года. Им посчастливилось не оказаться среди убитых 1,5 миллионов армян, и они были вынуждены искать убежища в Ливане. Когда в 1975 году в Ливане началась гражданская война, её семья уехала в Соединенные Штаты Америки. После отъезда Гебешян побывала на Родине только два раза. Армянский был её первым языком, на нём она может общаться и в настоящее время.
Гебешян родилась 27 июля 1989 года в Кембридже, штат Массачусетс. Её родители — Кристина Абрамян и Хагоп Гебешян. В 2007 году Хури окончила Ньютоновскую Северную школу (Newton North High School).
В 2011 году окончила университет штата со степенью бакалавра в области спортивной подготовки. С 2012 года училась в медицинской школе Уэйк Форест (Wake Forest School of Medicine), которую окончила в 2014 году с степенью магистра в области медицинских наук. В настоящее время практикует помощником врача в клинике Кливленда в штате Огайо.
Имеет двойное гражданство США и Армении.

## Карьера гимнастки
Гебешян тренировалась в Массачусетском гимнастическом центре под руководством тренеров Патрик Палмер, Шисинь Мао и спортивного психолога Джо Массимо.
В 2011 году участвовала в чемпионате мира по спортивной гимнастике. После четырехлетнего перерыва вернулась в спорт и в 2015 году принимала участие в чемпионате Европы по спортивной гимнастике, затем — на летних Олимпийских играх 2016 года. Выступив на Олимпиаде в многоборье, она набрала 53.748 очка. Спортсменка заняла 37-е место, а для прохождения в финал она должна была занять минимум 24 место. После Олимпийских игр в Рио-де-Жанейро она собиралась покинуть большой спорт.